# Suleiman Nyambui
Suleiman Nyambui (13 de febrer, 1953) és un ex atleta tanzà especialista en fons.
Estudià a la Universitat de Texas a El Paso (UTEP) de 1978 a 1982 on guanyà quatre títols consecutius de la NCAA en 10.000 metres, tres en 5.000 metres i un en cros el 1980. A la cursa dels Millrose Games a Nova York el febrer de 1981, Nyambui va batre el rècord del món indoor en 5.000 metres amb un temps de 13:20.4. Fou medalla d'argent als Jocs Olímpics de Moscou 1980 i bronze als Jocs Panafricans de 1978, ambdues en 5000 metres. També guanyà dos cops la marató de Berlín els anys 1987 i 1988.